# Marcus Antonius Creticus
Marcus Antonius Creticus (? – 71 v.Chr.) was een Romeins politicus en vader van de beroemde triumvir Marcus Antonius.

## Afkomst
Marcus Antonius Creticus stamde, samen met zijn broer Gaius Antonius Hybrida, uit de plebejische gens Antonia, als zonen van de beroemde redenaar Marcus Antonius Orator.

## Politieke carrière
Hij werd in 74 v.Chr. tot praetor verkozen. Hij verkreeg, dankzij de invloed van de consul Marcus Aurelius Cotta en de senator Publius Cornelius Cethegus, door een senatus consultum het bevel (een imperium infinitum) om de zeerovers langs de kusten van de Middellandse Zee te vervolgen. Hij streed echter niet nadrukkelijk tegen hen, maar plunderde slechts Sicilië en zou zelfs met de rovers gemene zaak hebben gemaakt.
Door zijn aanval tegen het eiland Kreta , waar hij ook na grote verliezen te hebben geleden in 71 v.Chr. stierf, verkreeg hij het agnomen (persoonlijke bijnaam) Creticus.

## Familie
Zijn eerste echtgenote was een zekere Numitoria uit Fregellae. Hij trouwde vervolgens met Julia Caesaris, een dochter van de consul Lucius Julius Caesar, met wie hij drie zonen zou krijgen: Marcus Antonius (de later triumvir), Gaius Antonius en Lucius Antonius.